# لیوپانشای
لیوپانشای (به لاتین: Liupanshui) یک شهر مرکزی در جمهوری خلق چین است که در گوئیژو واقع شده‌است.

## خصوصیات
لیوپانشای ۹٬۹۲۶ کیلومترمربع مساحت و ۲٬۸۳۰٬۰۰۰ نفر جمعیت دارد.